# WS-3 (РСЗО)
WS-3 (кит. трад. 衛士三號, упр. 卫士三号, пиньинь Wèishì sān hào, палл. Вэйши сан хао, буквально «Страж-3») — китайская реактивная система залпового огня калибра 400 мм. Разработана китайской госкорпорацией Sichuan Aerospace Industry Corporation (SCAIC) штаб квартира которой, расположена в Чэнду провинции Сычуань. Круговое вероятное отклонение ракет существенно уменьшено по сравнению с WS-2. Ракета может оснащаться различными боевыми частями массой до 200 кг, включая фугасную, кассетную с 540 боевыми элементами малого калибра, объемного взрыва. Является дальнейшей модификацией WS2

## Характеристики
- Калибр: 400 мм
- Длина ракеты: 7,302 м
- Скорость: 5,6 Маха[1]
- Масса ракеты: 1285 кг
- Масса боеголовки: 200 кг
- Дальность стрельбы минимальная: 70 км
- Дальность стрельбы максимальная: 200 км или 400 км для WS3D
- Система управления: ИНС с коррекцией по данным GPS
- Управляющие поверхности: стабилизаторы и аэродинамические рули
- Точность (КВО): 300 м (в инерциальном режиме) и 50 м (при комплексировании с GPS)

Шасси: MAN

## На вооружении
- Китай